# Cenerina
Cenerina  è un nome proprio di persona italiano femminile.

## Varianti
- Maschile: Cenerino

## Origine e diffusione
Viene tradizionalmente dato ad una bambina o ad un bambino nato il giorno delle Ceneri, il mercoledì che precede la prima domenica di Quaresima. La sua diffusione è prevalente nel Nord d'Italia.

## Onomastico
L'onomastico viene festeggiato il Mercoledì delle Ceneri.